# Pólnica

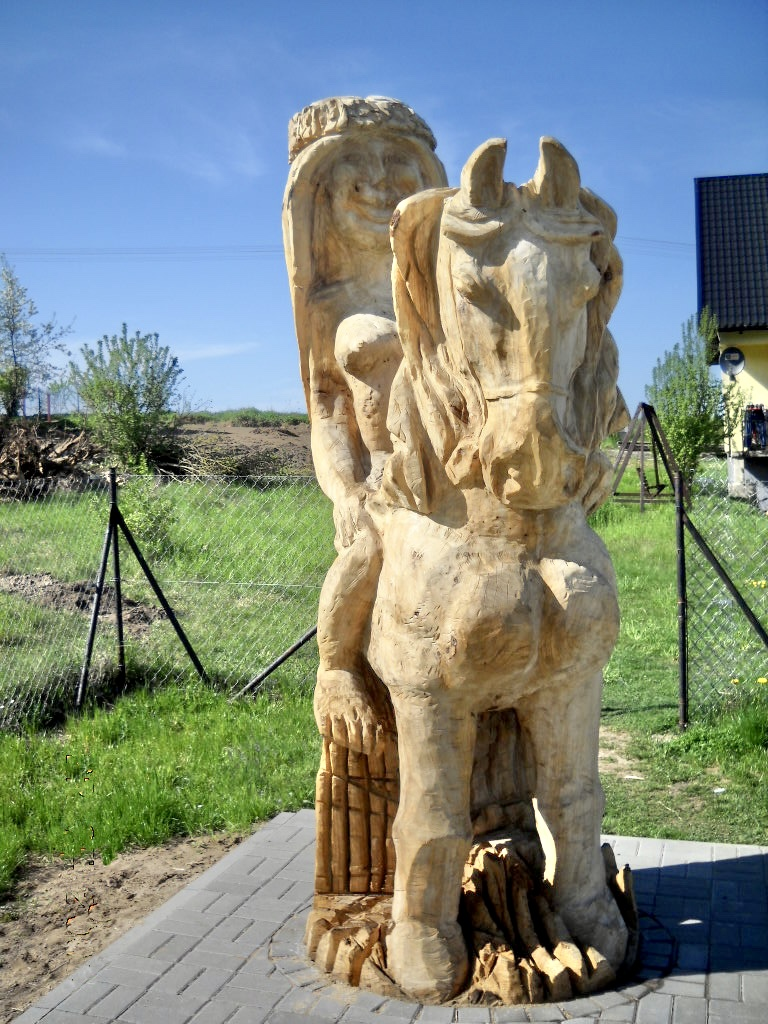
Pólnica, rzeźba wykonana przez artystę ludowego Jana Redźko

Pólnica – kaszubski duch żeński, działający latem. Jako przepiękna dziewczyna przystrojona w wianek, objeżdżająca na koniu pola, doglądała czy rośliny dobrze rosną. Spotkanie Pólnicy przynosi nieszczęście – jej uroda urzeka każdego mężczyznę, który później z tęsknoty marnieje i umiera.

## Upamiętnienia
- Gdańsk: ulica w dzielnicy Jasień[2]
- Tłuczewo: drewniana figura przedstawiająca Pólnicę, jako jedna z 13 figur szlaku turystycznego Poczuj kaszubskiego ducha współfinansowanego ze środków unijnych i wykonana przez Jana Redźko na podstawie opracowania Bogowie i duchy naszych przodków. Przyczynek do kaszubskiej mitologii Aleksandra Labudy[3][4][5]